# تمایلات جنسی در اسلام

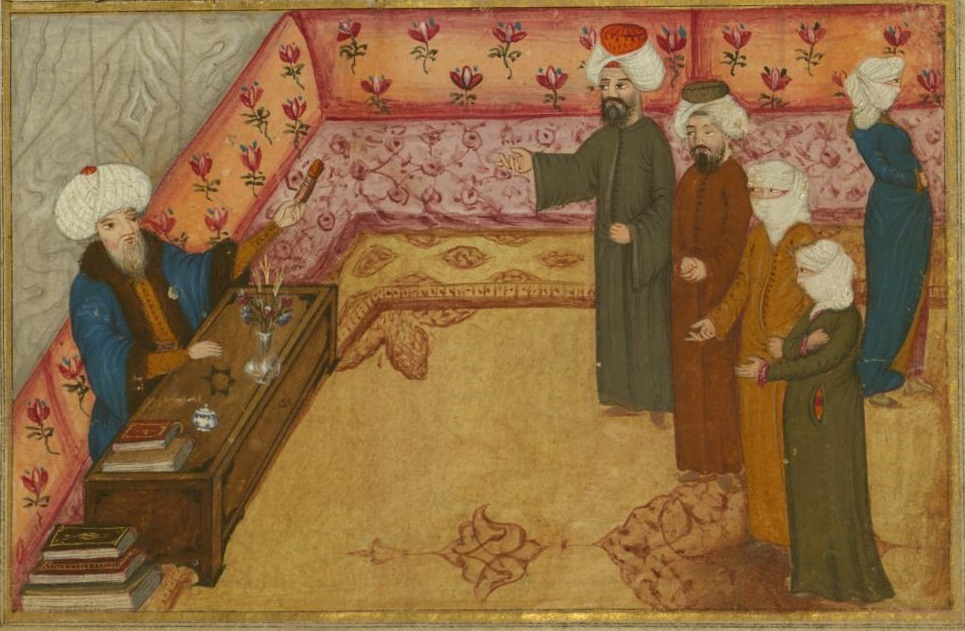
یک فقیه درحال دادن مشاوره جنسی. نقاشی، مفتی‌ای را به تصویر می‌کشد که از یک مادر، شکایتی را در مورد ناتوانی دامادش در انجام ازدواج با دخترش شنیده و فقیه، به او توصیه‌های جنسی می‌دهد. ۱۱۳۳ قمری/۱۷۲۱ میلادی (عثمانی).

دیدگاه‌ها و قوانین مربوط به تمایلات جنسی در اسلام عمدتاً بر قرآن، سخنان محمد رسول الله(ص)(حدیث) و احکام رهبران دینی (فتوا) استوار است که فعالیت جنسی را به روابط زناشویی بین زن و مرد محدود می‌کند. دیدگاه‌های علمی اسلامی و احکام مربوط به جنسیت به عنوان فقه جنسی تدوین شده‌است. فقه جنسی (عربی: الفقه الجنسی) یا فقه ازدواج (عربی: فقه النکاح) که هر دو به نوبه خود شامل مولفه‌هایی از فقه خانواده اسلامی، فقه اسلامی ازدواج، فقه بهداشتی و کیفری هستند. در حالی که بیشتر سنت‌ها تجرد را منع می‌کنند، همه آنها عفت شدید، حیا و حریم خصوصی را در رابطه با هر گونه روابط بین جنسیت تشویق می‌کنند، و تأکید می‌کنند که ارتباط عاشقانه آنها در اسلام تا حد زیادی برای ازدواج محفوظ است. این حساسیت به تفاوت جنسیتی، انزوای جنسیتی و حیا در خارج از ازدواج را می‌توان در جنبه‌های برجسته کنونی اسلام، مانند تعابیر پوشش اسلامی و درجات تفکیک جنسیتی مشاهده کرد.  
در اسلام، منع رابطه جنسی خارج از ازدواج قوی است و فعالیت‌های جنسی مجاز زناشویی، از موضوعات آشناست. ازدواج تنها رابطه جنسی مجاز شمرده می‌شود و در قرآن و روایات به عنوان عامل ایجاد محبت و صمیمیت قوی توصیف شده‌است. استفاده از روش‌های پیشگیری از بارداری برای جلوگیری از بارداری مجاز است. اعمال همجنس‌گرایی اکیدا ممنوع است.

## نسخه‌های قانونی

### حیا و عفت
اسلام بر مفهوم محافظه کاری، نجابت و حیا بسیار تأکید کرده‌است. در کنار رابطه جنسی حلال، حیا و عفت در داخل و خارج از روابط زناشویی اولویت دارد. قرآن نسبت به شهوت‌ها (فحشا) هشدار داده‌است و در ادبیات حدیثی حیا به عنوان «جزئی از ایمان» معرفی شده‌است. اسلام، مسلمانان را از برهنگی و برهنگی عمومی به شدت منع می‌کند، و همچنین افشای اسرار آنچه بین زوج در زندگی خصوصی زناشویی می‌گذرد بر همسران حرام است.

### آموزش جنسی
دین اسلام، سنت طولانی عمل گرایی در رابطه با آموزش جنسی دارد، به گونه ای که آمیزش جنسی به راحتی مورد بحث قرار می‌گیرد و تا زمانی که موضوعات مورد بحث از نظر اسلامی مجاز باشد موضوع یا تابو نیست. در حدیثی منسوب به عایشه همسر محمد آمده‌است که به‌طور ویژه زنان انصار (تا زمانی که از حلال بودن محتوای سؤال مطمئن بوده‌اند) از سؤال کردن در مورد مسائل جنسی ابایی نداشتند. از همان اوایل قرن چهاردهم، نسخه‌های خطی کاملی که به تربیت جنسی اسلامی اختصاص داده شده بود، به زبان عربی در بغداد که در آن زمان مرکز ادبی بزرگی در جهان اسلام بود، نوشته می‌شد.
در عمل مدرن، آموزش جنسی تا زمان بلوغ توصیه نمی‌شود و انتظار می‌رود که علائم این امر و ویژگی‌هایی را که مردان را از زنان متمایز می‌کند، به کودکان آموزش دهند. سنت اسلامی همچنین توصیه می‌کند که تربیت جنسی، با اخلاق، احکام اسلامی مربوط به پوشش اندام‌های خصوصی بدن (عورت) و مواضع اسلامی در مورد حیا، عفت و پرهیز از فحشا عجین شود.

### ختنه
خیتان یا ختن (عربی: ختان، عربی: ختنة) اصطلاحی است برای ختنه مردان که به عنوان یک آیین فرهنگی توسط مسلمانان انجام می‌شود و نشانه تعلق به جامعه اسلامی است. این مسئله که آیا بعد از گرویدن به اسلام باید انجام شود یا نه، در میان علمای اسلام بحث است. قرآن در هیچ آیه‌ای به ختنه اشاره نکرده‌است، در حالی که برخی از احادیث ختنه را در فهرستی از اعمال معروف به فطرت ذکر کرده‌اند. اما روایات مختلف در این که آیا ختنه جزء فطرت است یا خیر، منافات دارد. بر اساس برخی روایات، محمد رسول الله بدون پوست ختنه گاه به دنیا آمده، در حالی که برخی دیگر معتقدند جدش عبدالمطلب او را در هفت روزگی ختنه کرده‌است. منابع اسلامی که از ختنه حمایت می‌کنند و نیز زمان خاصی را برای ختنه تعیین نکرده‌اند که می‌تواند به خانواده، منطقه و کشور بستگی داشته باشد. سن ترجیحی معمولاً هفت سالگی است، اگرچه برخی از مسلمانان در روز هفتم پس از تولد یا تا اواخر بلوغ ختنه می‌شوند.

### بلوغ
بالغ یا بُلوغ (عربی: بالغ یا بُلوغ) به شخصی گفته می‌شود که به سن بلوغ یا بزرگسالی رسیده باشد و شرعا مسئولیت کامل دارد. در اسلام زندگی انسان به دو بخش تقسیم شده‌است، اولی قبل از نوجوانی یا کودکی است که انسان را بی گناه می‌دانند و دومی بعد از بلوغ یا بزرگسالی است که قانون اسلام به‌طور کامل در مورد انسان اجرا می‌شود و بعد از این دوران می‌توان فرد را به‌طور کامل قضاوت کرد. اگر انسان قبل از بالغ شدن بمیرد از افرادی محسوب می‌شود که به بهشت رفته‌اند.
حداقل سن بلوغ در پسران تقریباً ۱۱ سال قمری است و در صورت عدم وجود علائم، تقریباً ۱۵ سال قمری یا احتمالاً کمتر از ۱۴ سال قمری است، با این حال والدین هنوز تا حدود ۲۱ سال قمری مسئولیت فرزند بالغ را بر عهده دارند یا ممکن است بر اساس منطقه جغرافیایی؛ در مورد پسرها، خصوصیات یا علائم بلوغ، رشد موهای ناحیه تناسلی و ترشح مایع منی در خواب (رویاهای مرطوب) متفاوت باشد. حداقل سن بلوغ برای دختران تقریباً ۹ سال قمری است و در صورت عدم وجود علائم می‌توان آن را تقریباً ۱۳ سال قمری یا احتمالاً بزرگتر از ۱۴ سال قمری یا ۱۵ سال قمری در نظر گرفت، اما همچنان مسئولیت تا حدود ۲۱ سال قمری، (در مورد دختران ممکن است بر اساس منطقه جغرافیایی متفاوت باشد) بر عهده والدین است. ویژگی‌ها یا نشانه‌های بلوغ در دختران موهای ناحیه تناسلی، قاعدگی، رویاهای مرطوب و توانایی بارداری است.
بلوغ در مسائل مربوط به نکاح به تعبیر شرعی حتّی توتیقَ الِّرجال (به معنای مستند شدن امری برای مردها که البته منظور، افراد بالغ دارای قدرت قضاوت می‌باشد) اشاره می‌کند که تا زمانی که دختر از نظر جسمی برای آمیزش مناسب نباشد عروسی برگزار نمی‌شود. این همچنین می‌تواند (البته نه لزوما)، با رسیدن به بلوغ جنسی که با قاعدگی یا گسیل شبانه آشکار می‌شود، همزمان باشد. تنها پس از رسیدن به شرط جداگانه ای به نام رشد یا بلوغ فکری برای رسیدگی به اموال خود، زن می‌تواند شیربهای خود را دریافت کند.

### ازدواج
در اسلام و شریعت، ازدواج (نکاح) یک قرارداد قانونی و اجتماعی بین دو فرد است که حقوق و وظایف داماد و عروس را مشخص می‌کند. تعدد زوجات در اسلام در شرایطی جایز است. داماد و عروس هر دو باید به میل خود به ازدواج رضایت دهند. ازدواج از فرمان‌های اسلام است و بسیار سفارش شده‌است. در فقه اسلامی، هدف اولیه از رابطه جنسی بین نکاح و صیغه، فرزندآوری است. اسلام میل شدید جنسی و میل به تولید مثل را به رسمیت می‌شناسد و از دیدگاه تولدگرایی، از تولید مثل حمایت می‌کند.
طلاق در اسلام می‌تواند اشکال مختلفی داشته باشد، برخی شخصاً توسط مرد و برخی توسط دادگاه مذهبی به نیابت از زن شاکی (که در دادخواست طلاق قانونی خود به دلایل معتبر موفق شده‌است) اجرا می‌شود.
علاوه بر نکاح، ازدواج دیگری نیز وجود دارد که به («ازدواج موقت») معروف است: فقط توسط شیعه اثنی عشری برای مدتی از پیش تعیین شده مجاز است:  همچنین ازدواج مسیار، ازدواج غیر موقت با حذف برخی شرایط از جمله زندگی مشترک زوج با هم، از سوی برخی از علمای اهل سنت مجاز است.
در اسلام، شوهر باید بر حسب رضایت زن با همسرش آمیزش کند، تا زمانی که به شوهر ضرر جسمی نرساند و او را از امرار معاش بازدارد. شوهر موظف است با زن خود رفتاری نیکو و معقول داشته باشد. بخشی از این رفتار مهربانانه و معقول، آمیزش است، به طوری که سنت تصریح می‌کند که زوجین نباید بیش از چهار ماه از رابطه جنسی خودداری کنند. از نظر سایر علما محدودیت زمانی وجود ندارد. اما اکثر علما می‌گویند که بر زنان واجب است که در صورت درخواست شوهر، تا زمانی که پریود، مریض یا روزه واجب نباشند به گونه ای که آمیزش برای آنها ضرر داشته باشد، روگردانی نکنند و اگر بدون بهانه امتناع کنند، مورد لعنت هستند.

#### ازدواج بین ادیان

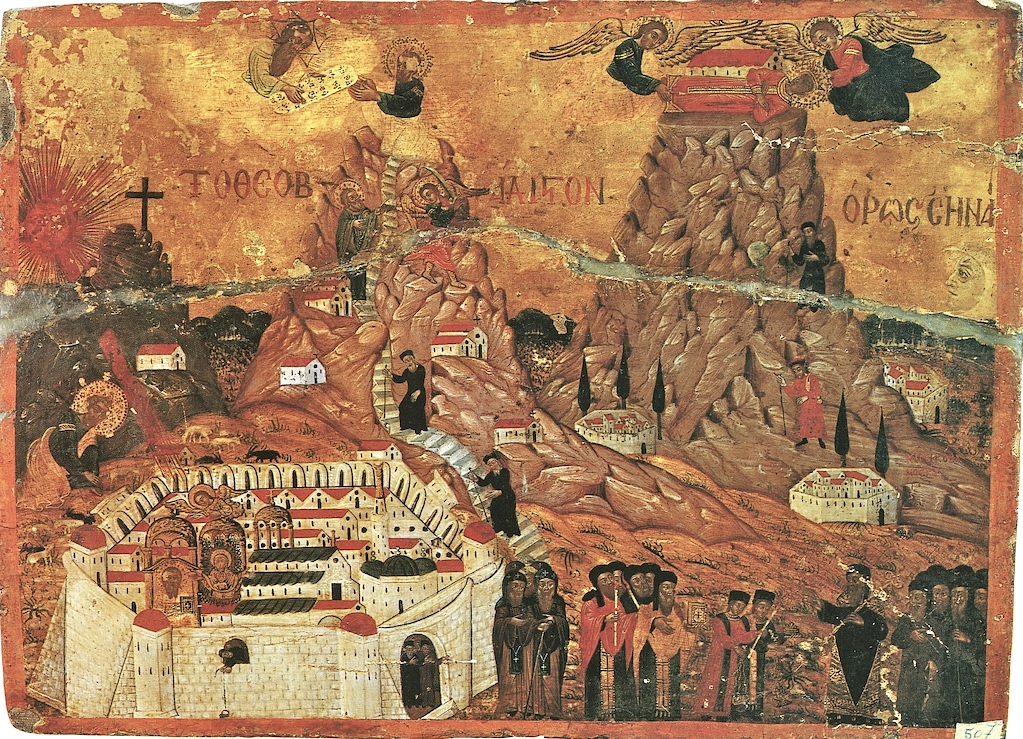
نمادی که امضای معاهده بین محمد و صومعه سنت کاترین را نشان می‌دهد که ازدواج بین ادیان بین مسلمانان و مسیحیان را مجاز می‌کند، همان‌طور که در آشتی نامه محمد مورد بحث قرار گرفته‌است.

ازدواج‌های بین ادیان بین مسلمانان و غیر مسلمانان «اهل کتاب» (معمولاً یهودیان، مسیحیان و صابئان) به رسمیت شناخته شده‌است. طبق تفسیر سنتی شریعت اسلام، مرد مسلمان مجاز است با یک زن مسیحی یا یهودی (اهل کتاب) ازدواج کند، اما این حکم شامل ازدواج با زنانی که از دیگر گروه‌های مذهبی غیر مسلمان (بودایی و …) هستند نمی‌شود در حالی که زن مسلمان مجاز به ازدواج با هیچ گونه مرد غیر مسلمان نیست.  هم برای زن و هم برای مرد مسلمان، ازدواج با بت‌پرست حرام است،
در مورد ازدواج مرد مسلمان و زن مسیحی که تنها پس از اجازه طرف مسیحی انجام می‌شود، طبق معاهده آشتی نامه محمد که بین محمد و صومعه سنت کاترین ثبت شده‌است، همسر مسیحی نباید از حضور در کلیسا برای نماز و عبادت منع شود.

### تطهیر و بهداشت
بهداشت جنسی در اسلام به دلیل روزمرگی بودن، موضوعی برجسته در فقه اسلامی است. پس از آمیزش جنسی یا ترشحات منی، افراد وارد حالتی می‌شوند که به نام جنب شناخته می‌شود که به معنای نجس در اثر آمیزش جنسی یا ترشحات منی می‌باشد.
این حالت انسان را از نماز خواندن بازمی‌دارد و شخص در چنین حالتی باید وضوی تمام بدن که غسل جنابت نامیده می‌شود، انجام دهد تا حالت طهارت لازم برای خواندن مجدد نماز یا دست زدن به خطوط قرآن را به دست آورد.

#### قاعدگی زنان
قرآن در سوره بقره آیه ۲۲۲ به حیض اشاره کرده‌است که به مسلمانان دستور می‌دهد: «در هنگام قاعدگی از زنان دوری کنند و تا پاک نشدند به آنها نزدیک نشوید، سپس هنگامی که خود را پاک کردند، داخل شوید. همان‌طور که خداوند به شما دستور داده‌است.» لغتی که به وضوح بیانگر حرام بودن روابط جنسی در دوران قاعدگی است. ابن کثیر حدیثی نقل کرده که عادت‌های محمد را با زنان حائضش بیان می‌کند. این حدیث نشان می‌دهد که محمد به هر گونه صمیمیت در دوران قاعدگی به استثنای آمیزش جنسی از راه واژن، اجازه داده‌است. زنان موظفند بعد از اتمام قاعدگی، قبل از شروع مجدد به فرایض دینی یا روابط جنسی، تطهیر (غسل) را انجام دهند.
آمیزش در هنگام حیض، تا چهل روز بعد از زایمان (نفاس)، از اذان صبح تا اذان مغرب در کل ماه رمضان (به شرط روزه بودن هر یک از زوج‌ها) و در زیارت حرام است. در حالی که در مسجدالحرام مکه، زائران مجاز به آمیزش نیستند و ازدواج در هنگام زیارت حج باطل است.

#### گسیل شبانه
گسیل شبانه در اسلام گناه نیست. علاوه بر این، با احکامی که شخص روزه دار (در ماه رمضان یا غیر آن) معمولاً با انزال عمدی (در زمان خودارضایی یا نزدیکی) افطار می‌کند، کاملاً فرق دارد. در این مورد، هنوز هم باید قبل از انجام برخی از مناسک در دین غسل کنند. علمای مسلمان انزال را چیزی می‌دانند که به آن جنابت می‌گویند؛ یعنی مسلمانی که به ارگاسم یا انزال رسیده‌است باید غسل کند .

#### رمضان
در ماه رمضان، فعالیت جنسی برای شخص روزه‌دار، فقط از اذان مغرب تا اذان صبح مجاز است. با وجودی که این قسمت به صراحت خطاب به مردان است، اما مقررات مربوط به آمیزش جنسی هنگام روزه به‌طور یکسان برای مسلمانان مرد و زن اعمال می‌شود.

### صیغه (باستانی)

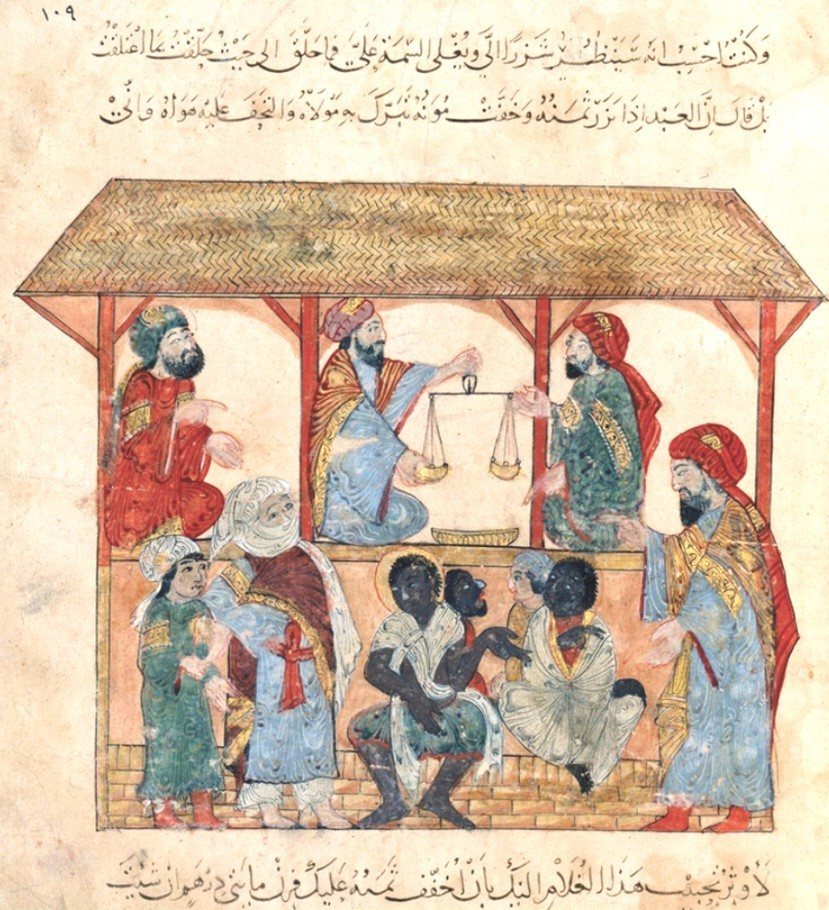
تصویری از بازار برده‌فروشی قرن سیزدهمی در یمن، جایی که می‌توان صیغه‌ها را خرید.

قبل از لغو برده داری، صیغه در کنار ازدواج به عنوان یک رابطه مجاز در شریعت اسلام وجود داشت که به مرد اجازه می‌داد با کنیزان خود آمیزش جنسی داشته باشد. صیغه رابطه جنسی بین مرد مسلمان و کنیز مجردی بود که صاحب او بود، تنها رابطه جنسی قانونی خارج از ازدواج در شریعت اسلام بوده‌است.
صیغه (سوریه) به کنیز (جاریه)ای اعم از مسلمان یا غیر مسلمان گفته می‌شود که اربابش با او همبستر می‌شود. کلمه سوریه در قرآن نیامده است. ولی تعبیر «مَا مَلَکَتْ أَیْمَانُکُمْ» که پانزده بار در کتاب مقدس آمده، اشاره به بردگان و در نتیجه، نه لزوماً، به صیغه دارد. صیغه یک رسم پیش از اسلام بود که در اسلام با اصلاحاتی در میان یهودیان و غیر مسلمانان مجاز بود. محمد همچنین صیغه‌هایی که «خداپرست» شده بودند را آزاد و با آنها ازدواج می‌کرد.
فقه اسلام حد و حدودی را برای حق ارباب در آمیزش جنسی با کنیز خود تعیین کرده‌است. مالکیت یک مرد بر کنیز مجرد خود، به او حق انحصاری آمیزش جنسی با او را می‌داد، به شرطی که نتواند او را به دیگران بفروشد (به منظور جلوگیری از فاحشه شدن برده‌ها) و به او آسیبی نرساند. یک مرد می‌توانست تعداد نامحدودی صیغه داشته باشد به شرطی که می‌توانست از عهده آنها برآید و از آنها نگهداری کند، اما نمی‌توانست به کنیزهای متعلق به همسرش دسترسی داشته باشد. ازدواج بین ارباب و صیغه اش تنها در صورتی امکان‌پذیر بود که ابتدا به او وضعیت آزاد داده شود. برای جلوگیری از حاملگی، ارباب حق داشت که نزدیکی منقطع را انجام دهد. تولد اولاد، وضعیت حقوقی صیغه را به ام الولد ("مادر فرزند") تغییر می‌دهد؛ بنابراین، صیغه نمی‌تواند فروخته شود و فرزند او مشروع و آزاد دیده می‌شود. با مرگ (قانونی) اربابش، او به‌طور خودکار وضعیت آزاد را به دست می‌آورد.

### بین جنسیت
افراد بیناجنس در اسلام در کتاب‌های فقهی به عنوان خنثی یاد می‌شوند.
یک فرد بیناجنس ممکن است ویژگی‌های جنسی یا اندام‌هایی داشته باشد که به‌طور معمول مرد یا زن نیستند. این شخص در کتب فقهی، خنثی نامیده شده‌است. سه نوع خنثی وجود دارد:
1. فرد دارای جنبه‌های هر دو اندام است و از اندام مردانه ادرار می‌کند. این شخص در زمره مردان قرار می‌گیرد و قوانین مربوط به مردان بر عهده او خواهد بود.
2. فرد از اندام زنانه ادرار می‌کند بنابراین در بین زنان قرار می‌گیرد. قوانین مربوط به زنان بر عهده این شخص خواهد بود. این قبل از رسیدن فرد به بلوغ اعمال می‌شود. پس از بلوغ، فرد مجدداً چک می‌شود. اگر مانند یک مرد خواب‌های خیس ببیند، مرد محسوب می‌شود. از سوی دیگر، اگر فرد دارای سینه و سایر علائم زنانه باشد، در بین زنان قرار می‌گیرد.

۳. هنگامی که هر دو علامت مذکر و مؤنث مساوی باشند و نتوان مشخص کرد که فرد بیشتر مذکر است یا مؤنث، به چنین شخصی خنثی مشکل می‌گویند. در مورد چنین شخصی قوانین مختلفی وجود دارد، چند مثال: پوشیدن ابریشم و جواهرات برای خنثی مشکل جایز نیست. هر دوی اینها برای زنان جایز است، اما چون احوال این شخص مشخص نیست، لذا احتیاط ایجاب می‌کند که چنین شخصی از ابریشم و زیورآلات استفاده نکند، زیرا ممکن است بیشتر مذکر باشد. چنین فردی به دلیل احتمال زن بودن نمی‌تواند بدون محرم سفر کند. وقتی این شخص بمیرد، غسل نمی‌شود، زیرا این سؤال پیش می‌آید که چه کسی غسل می‌کند، مرد یا زن. قانون این است که به این شخص تیمم می‌شود. اگر غیر محرم تیمم کند، باید پارچه ای روی دست بپوشد. محرم مجبور نیست پارچه روی دست بپوشد.
در مورد ازدواج کسی که بیناجنس است، اگر مورد بدون ابهام باشد، با توجه به طبقه‌بندی او می‌تواند با کسی از جنس مخالف ازدواج کند. اگر مورد مبهم باشد، عقد چنین شخصی صحت ندارد، دلیل آن این است که ممکن است مرد باشد، در این صورت چگونه می‌تواند با مرد دیگری ازدواج کند یا زن باشد، در این صورت زن نمی‌تواند با زن دیگری ازدواج کند. اگر این فرد از نظر جنسی جذب زنان شود و ادعا کند که مرد است، این نشانه آن است که به احتمال زیاد مرد است و بالعکس.
مداخلات پزشکی بین جنسی برای دستیابی به توافق بر سر ظاهر، آرایش کروموزومی یا اندام‌های جنسی فرد، مجاز تلقی می‌شوند. این کارها به عنوان درمان تلقی می‌شوند و نه تغییر خلقت الله یا تقلید از جنس مخالف.

## برنامه‌ریزی خانوادگی

### پیشگیری از بارداری
قرآن حاوی متن صریح در مورد پیشگیری از بارداری نیست. مسلمانان به حدیث‌ها در مورد مسئله پیشگیری از بارداری مراجعه می‌کنند. به عقیده دانشمندان مسلمان، جلوگیری از تولد، زمانی مجاز است که موقتی و به دلیل موجه باشد. به این ترتیب، روش ترک جلوگیری از بارداری - «عزل» طبق حدیث مجاز است. فقهای مسلمان با جواز آن موافق هستند و برای تأیید سایر اشکال پیشگیری از بارداری (مثلاً استفاده از کاندوم) از استدلال استنتاجی استفاده می‌کنند.
در شرایط عادی عقیم سازی در شرع جایز شمرده نمی‌شود. ماهیت برگشت‌ناپذیری که با عقیم سازی زن و مرد در ارتباط است، با یکی از اهداف اولیه ازدواج که فرزندآوری است، منافات دارد، چنان‌که غزالی در احیاء علوم الدین ذکر کرده‌است. علاوه بر این، عقیم سازی نوعی خودزنی (مثله) محسوب می‌شود که ممنوع است. فقط در موارد ضرورت مطلق عقیم‌سازی مجاز است.

### درمان ناباروری به وسیلهٔ لقاح مصنوعی
در اوایل سال ۱۹۸۰، فتواهای معتبری از دانشگاه الازهر مصر صادر شد که لقاح آزمایشگاهی (IVF) و فناوری‌های مشابهی که در اسلام مجاز هستند، تا زمانی که شامل هیچ گونه اهدای شخص ثالث (اسپرم، تخمک، جنین یا رحم) نباشد، پیشنهاد کردند.

## زمینه‌های ابهام حقوقی

### خودارضایی
در مورد خودارضایی (عربی: استمناء، آوانگاری: istimnā’) در اسلام دیدگاه‌های علمی متفاوتی وجود دارد، عمدتاً به این دلیل که قرآن به‌طور خاص به موضوع اشاره نکرده‌است. در روایات نیز اشاراتی به آن شده‌است، اما این موارد در دسته غیر معتبر قرار گرفته‌است. احادیث مربوط به خودارضایی نیز برای اتخاذ موضع قطعی در این مورد تلقی نمی‌شود. به این ترتیب، موقعیت‌های خودارضایی به‌طور گسترده‌ای متفاوت است.
با این حال، خودارضایی از نظر تاریخی توسط بسیاری از فقها حرام یا ممنوع شمرده شده‌است، هرچند اغلب با این احتیاط که ممکن است در صورت لزوم انجام شود، جایز است. به عنوان مثال، یکی از محققین به‌طور مشخص خودارضایی را به عنوان وسیله ای مجاز دانست که به موجب آن سربازان دور از همسران خود در یک مأموریت، پاکدامن بمانند. در عین حال، در مقاطعی از تاریخ، خودارضایی نیز جزو گناهان کبیره به‌شمار می‌رود، و در شرع مشمول مجازات‌های تعزیری می‌شود و در صورت تکرار جرم، مجازات‌های شدیدتری دارد.
مذاهب فقهی چهارگانه اهل سنت (حنفی، شافعی، مالکی و حنبلی) در این مورد موضع‌گیری‌های متفاوتی دارند. برخی آن را در موارد خاصی حرام می‌دانند (یعنی اگر باعث می‌شود مرد/زنی از نظر جنسی همسر خود را نادیده بگیرد) اما زمانی که آن را یک شر کمتر برای رابطه جنسی نامشروع می‌دانند، آن را توصیه می‌کنند. در مکتب‌های مالکی و شافعی، معمولاً خودارضایی کاملاً ممنوع است، در حالی که در مکتب حنفی و حنبلی، ممنوع است، مگر اینکه یکی از زوجین دست نیافتنی باشد و شخص از زنا بیم داشته باشد (یعنی در حالت میل شدید جنسی) که در این صورت تسکین از طریق خودارضایی جایز است.  
منصب مالکی و شافعی از آنجا ناشی می‌شود که هم مالک بن انس و هم محمد بن ادریس شافعی آن را حرام دانسته‌اند و شافعی می‌گوید که آیاتی که در قرآن دربارهٔ حفظ عفت و عورت است در مورد خودارضایی اعمال می‌شود. در عین حال، یک عقیده اقلیت در مدرسه مالکی وجود دارد که خودارضایی را اگر در خلوت و بدون استفاده از موارد غیرقانونی مانند هرزه‌نگاری و مواد مخدر انجام شود، مجاز می‌داند. در این میان برخی از فقهای حنبلی نیز افرادی که تحت فشار میل جنسی ناشی از ازدواج نکردن هستند را مستثنی می‌کند احمد بن حنبل نیز گفته‌است که برای زندانیان، مسافران و مردان و زنانی که در یافتن همسر مشکل دارند، جایز است. در علم حنفی، خود ارضایی زن برای همسرش در عین حالی که مکروه است، اما منع نمی‌شود، یعنی بهتر است این کار انجام نشود، اما انجام آن موجب گناه نمی‌شود.
در فقه شیعه، خودارضایی به‌طور کلی حرام شمرده شده‌است، هرچند همواره این دیدگاه وجود داشته‌است که خودارضایی را به عنوان انتخاب میان بد و بدتر (به منظور دفع زنا) مجاز بدانند. فقیهانی که در موارد مختلف استمناء را جایز می‌دانند، افرادی که از روی ناچاری خودارضایی می‌کنند و کسانی که از این امکانات برخوردارند و در عین حال برای ارضای شهوت خود، خودارضایی می‌کنند را تشخیص می‌دهند. جعفر صادق نیز به آیات قرآن در حفظ عفت و عورت استناد کرده‌است. فقیه امروزی ایران علی سیستانی تصریح کرده‌است که خودارضایی با تأکید بر حرام بودن آن در سایر شرایط، در صورت ضرورت پزشکی، به شرط عدم وجود راه حلی برای رسیدن به انزال، جایز است.

### آمیزش جنسی دهانی
در اسلام سنی، آمیزش جنسی دهانی بین زن و شوهر را «مکروه تحریمی» یا از نظر برخی از فقهای اسلامی بسیار نامطلوب می‌دانند که این عمل به تماس دهان و زبان با اندام تناسلی باشد. علت بسیار نامطلوب بودن این عمل آن است که مهم‌ترین آن مسئله حیا وطهارت و پاکیزگی است. در شیعه اثنی عشری، رابطه جنسی دهانی تا زمانی که نجاست ایجاد نشود، جایز است.
رایج‌ترین استدلال می‌گوید که از دهان و زبان برای تلاوت قرآن و ذکر خدا (ذکر) استفاده می‌شود. در میان مذاهب چهارگانه اهل سنت نیز دربارهٔ وضعیت تماس دستگاه تناسلی با دهان و ترشحات تناسلی بحث شده‌است که برخی از علما آنها را نجس می‌دانند و برخی دیگر نه.

### سقط جنین
مکتب‌های حقوقی اسلام نظرات متفاوتی در مورد سقط جنین دارند، هرچند که اکثراً آن را ممنوع یا منع کرده‌اند. با این حال، سقط جنین در شرایط خاصی مجاز است، مثلاً اگر سلامت مادر به خطر بیفتد. اگر سقط جنین برای نجات جان زن ضروری باشد، مسلمانان جهان موافق هستند که زندگی او بر زندگی جنین مقدم است.
دیدگاه مسلمانان در مورد سقط جنین نیز بر اساس احادیث و نیز نظرات علما و مفسران حقوقی و مذهبی شکل گرفته‌است. در اسلام، جنین پس از چهار ماهگی به روح زنده تبدیل می‌شود، و سقط جنین پس از آن به‌طور کلی جایز نیست. بسیاری از متفکران اسلامی برای شرایط خاصی استثناهایی از این قاعده می‌شناسند؛ در واقع، عزیزه الهبری خاطرنشان می‌کند که «اکثریت دانشمندان مسلمان سقط جنین را مجاز می‌دانند، اگرچه نظر آنها در مرحله رشد جنین که پس از آن ممنوع می‌شود، تفاوت دارند.»
برخی از دانشمندان مسلمان معتقدند که کودک ناشی از تجاوز به عنف، یک انسان مشروع است و بنابراین تابع قوانین عادی سقط جنین است که تنها در صورتی مجاز است که جنین کمتر از چهار ماه سن داشته باشد یا جان مادرش را به خطر بیندازد. برخی از فتواهای معاصر نیز موضعی را بیان کرده‌اند که اگر قرار است نوزادی متولد شود و از یک بیماری مادرزادی رنج برد که مراقبت از آن برای والدین دشوار باشد، اجازه سقط جنین را می‌دهد.

## ممنوعیت‌های قانونی

### بی حیایی
اسلام بی حیایی را اکیداً منع و همچنین مطالب پورنوگرافی و شهوت‌رانی خارج از روابط زناشویی را که مشمول فحشا است، ممنوع کرده‌است.

### زنا (آمیزش غیر زناشویی)
طبق قوانین اسلامی که در تفسیر قرآن و روایات آمده‌است، تمام روابط جنسی جز با همسر (یا صیغه مرد) زنا محسوب می‌شود. زنا نیز باید توسط یک فرد با اراده خودش انجام شود. بر اساس فقه سنتی، زنا می‌تواند شامل زنای غیرمحصنه، زنای محصنه، تن‌فروشی، تجاوز جنسی، لواط، زنا با محارم، و حیوان‌خواهی باشد.

#### تن‌فروشی
تن‌فروشی توسط برخی از اعراب در قرن ششم انجام می‌شد، اما از قرن هفتم پس از اینکه محمد بن عبدالله  آن را به هر دلیلی ممنوع اعلام کرد، در اسلام ممنوع شد.

#### تجاوز جنسی
تجاوز جنسی در اسلام یک جرم جدی جنسی تلقی می‌شود و در شریعت اسلام می‌توان آن را چنین تعریف کرد: «رابطه جنسی غیرقانونی اجباری مرد با زنی که شرعاً با او ازدواج نکرده، بدون اراده و رضایت او».
قوانین کلاسیک اسلامی آنچه را که امروزه معمولاً «تجاوز» نامیده می‌شود، به عنوان شکل اجباری زنا یا زنای محصنه تعریف می‌کند. این تعریف اولیه از تجاوز جنسی به عنوان «زنای اجباری» به این معناست که تمام اصول قانونی عادی مربوط به زن  – تعریف، مجازات و ثابت شدن آن از طریق شواهد – برای تجاوز جنسی نیز قابل استفاده است. عمل اولیه زنا به عنوان آمیزش جنسی بین زن و مردی تعریف شده که مرد نه حق زناشویی و نه مالکیت بر آن زن دارد. زنا طبق قانون کلاسیک از طریق اعتراف یکی از طرفین یا هر دو نیز اثبات می‌شود. شواهد نوع دوم – بارداری در یک زن مجرد/بدون شوهر – بین مکتب‌های اسلامی مختلف مورد اعتراض قرار گرفت. ضوابط سختگیرانه شواهد و رویه‌ای برای اجرای مجازات زنا ممکن است برای جبران شدت خود مجازات وضع شده باشد، اثری که به نظر می‌رسد توسط مقامات قانونی که در دوره اولیه، اصول حقوقی را برای جلوگیری از مجازات‌های حدی تشویق می‌کردند، مد نظر بوده‌است. این سختگیری‌ها در اثبات زنا، خواه از طریق ادعای ابهام (شبهه) یا فقدان ظرفیت قانونی (اهلیت). مطرح می‌گردیده‌است.

در مقابل زنا، الزامات برای اثبات تجاوز جنسی کمتر سختگیرانه است و نیازی به شهادت شهود، شاهد عینی یا موارد دیگر ندارد:
اتهامات تجاوز به عنف را می‌توان مطرح کرد و یک پرونده را بر اساس تنها شهادت قربانی اثبات کرد، مشروط بر اینکه شواهد غیرمستقیم، ادعاها را تأیید کند. این معیارهای سخت اثباتی است که منجر به مشاهده مکرر این است که در جایی که ظلم علیه زنان رخ می‌دهد، به دلیل شریعت اسلام نیست. این امر یا به دلیل تفسیر نادرست از پیچیدگی‌های قوانین شرعی حاکم بر این موضوعات یا سنت‌های فرهنگی، یا به دلیل فساد و بی‌توجهی آشکار به قانون یا در واقع ترکیبی از این پدیده‌ها است. 
عمر بن خطاب، شهادت فردی مجرد را که از قربانی تجاوز درخواست کمک شنیده بود را به عنوان مدرکی مبنی بر وقوع تجاوز پذیرفت یا در جایی دیگر مالک بن انس، صدمات جسمی قربانی را به عنوان دلیلی بر وقوع تجاوز پذیرفت. اگر زنی ادعا کند تحت اجبار مورد تجاوز جنسی قرار گرفته یا مورد آزار جنسی قرار گرفته‌است، با توجه به آیه ۳۳ سوره نور که بیان می‌کند زن در صورت اجبار به این جنایت، مرتکب گناه نشده و از زنا تبرئه می‌شود.
به گفته الیور لیمن، شهادت چهار شاهد مردی که شاهد دخول واقعی بودند، فقط در مورد روابط جنسی غیرقانونی توافقی (چه زنای محصنه یا غیرمحصنه) صدق می‌کند، نه در مورد جنایت غیر رضایتی تجاوز جنسی.
چیزی که یک عمل اولیه زنا را از یک عمل تجاوز به عنف از نظر فقها متمایز می‌کرد این بود که در حالت نمونه اولیه، هر دو طرف به میل خود عمل می‌کنند، در حالی که در عمل تجاوز جنسی، فقط یکی از طرفین این کار را انجام می‌دهد. حقوقدانان مجموعه وسیعی از موقعیت‌ها را به‌عنوان ماهیت «اجباری» پذیرفتند، از جمله اعمال نیروی فیزیکی، وجود اجبار، یا تهدید به آسیب در آینده برای خود یا نزدیکان. آنها همچنین در تعریف خود از «اجبار» ناتوانی در دادن رضایت معتبر را نیز در نظر گرفتند، مانند موارد زیر سن قانونی، یا بیماران روانی یا افراد بیهوش. حقوقدانان مسلمان از ابتدایی‌ترین دوره شریعت اسلام توافق کردند که مرتکبان زنای اجباری باید مجازات حد را دریافت کنند که معمولاً در مورد وضعیت شخصی و وضعیت جنسی آنها اعمال می‌شود، اما مجازات حد نباید در مورد قربانیان زنای اجباری یا غیر توافقی به دلیل کاهش ظرفیت آنها اعمال شود.

#### زنا با محارم
ازدواج بین اکثر اقوام که روابط با آنها معمولاً محارم تلقی می‌شود مجاز نیست، از جمله مردی که با مادر، دختر، خواهر، عمه، خاله، خواهرزاده، برادرزاده، مادربزرگان پدری و مادری به عقب یا مادر همسر خود ازدواج می‌کند. از دیگر ازدواج‌های ممنوعه می‌توان به خواهر و مادر رضاعی و دخترخوانده‌ای که یک مرد از زنانی که با آنها رابطه زناشویی داشته و دو یا چند خواهر که از یک خانواده متولد شود اشاره کرد. روابط زنا با محارم در اسلام با هر یک از محرم‌های یک فرد است، تعریفی از خانواده و گسترهٔ آن که برگرفته از حدیث است.

#### رابطه جنسی مقعدی
همه فقهای مسلمان اهل سنت بر اساس حدیثی از محمد بر حرام بودن رابطه مقعدی اتفاق نظر دارند. در مقابل، از نظر فقهای شیعه اثنی عشری، آمیزش مقعدی حرام است، اما با رضایت زن مکروه است.
بسیاری از محققان به داستان لوط در قرآن به عنوان نمونه ای از لواط (آمیزش جنسی مقعدی) که گناهی فاحش است اشاره می‌کنند. با این حال، بسیاری دیگر معتقدند که تخریب سدوم و عموره به‌طور خاص به دلیل آمیزش جنسی مقعدی انجام شده در آن شهرها نبود، بلکه به عنوان ترکیبی از تخلف‌های متعدد بود. مرگ با سنگ برای مردم سدوم و عموره مشابه مجازات سنگساری است که برای رابطه جنسی غیرقانونی دگرجنسگرا (زنا) تعیین شده‌است. برای مردی که زنی را مورد آمیزش جنسی مقعدی قرار دهد، مجازاتی وجود ندارد، زیرا این امر به تولید مثل وابسته نیست. اما برخی دیگر از فقها اصرار دارند که هر شهوتی که نتیجه آن تزریق منی به دیگری باشد، آمیزش جنسی است.
لواط اغلب در همان مقوله ای قرار می‌گیرد که رابطه جنسی بین مردان و زنان مجرد درگیر اعمال جنسی است. آمیزش جنسی بین دو مرد را لواط و آمیزش جنسی بین دو زن را مساحقه می‌گویند. هر دو از اعمال مذموم شمرده می‌شوند، اما در مورد مجازات هیچ‌یک از آنها اتفاق نظر وجود ندارد. برخی از فقها، زنا را منحصراً عمل دخول نامشروع واژنی می‌دانند و از این رو دخول مقعدی را به اشکال مختلف دسته‌بندی و مجازات می‌کنند. سایر فقها هم دخول در واژن و هم دخول در مقعد را در تعریف زنا گنجانده و مجازات یکی را به دیگری تعمیم داده‌اند.
گفتمان دینی بیشتر بر این گونه اعمال جنسی که به صراحت محکوم می‌شود، متمرکز بوده‌است. قرآن صراحتاً به روابط جنسی مرد و مرد فقط در زمینه داستان لوط اشاره می‌کند، اما اعمال سودومی‌ها (که در سنت متأخر به‌طور کلی به عنوان آمیزش مقعدی شناخته می‌شود) را «مکروه» می‌داند . اظهارات گزارش شده توسط محمد در احادیث ممنوعیت لواط مرد و مرد را تقویت می‌کند، اگرچه هیچ گزارشی مبنی بر قضاوت وی در رابطه با مورد واقعی چنین جرمی وجود ندارد. او همچنین رفتارهای متقابل جنسیتی را برای هر دو جنس محکوم می‌کند و آنها را از مکان‌های محلی تبعید می‌کند، اما مشخص نیست که تا چه حد باید این امر به عنوان روابط جنسی درک شود. گفته می‌شود که چند خلیفه اول که با موارد لواط بین مردان مواجه شده بودند، هر دو شریک درگیر در رابطه را به روش‌های مختلف اعدام کردند. فقهای قرون وسطی با در نظر گرفتن چنین پیشینه‌هایی نتوانستند در این مورد به اجماع دست یابند؛ برخی از مکتب‌های حقوقی مجازات اعدام را برای لواط تجویز می‌کردند، اما برخی دیگر فقط مجازات نسبتاً ملایمی را انتخاب کردند. با این حال، توافق کلی وجود داشت که سایر اعمال همجنس‌گرایی (از جمله اعمال بین زنان) شامل جرایم کمتری هستند و فقط مشمول مجازات‌های اختیاری می‌شوند.

#### همجنس‌گرایی
قرآن از طریق داستان لوط (همچنین در کتاب مقدس سفر پیدایش)، سوره النساء، اعراف و احتمالاً آیاتی در سوره‌های دیگر، همجنس‌گرایی را به شدت ممنوع کرده‌است. روایات همجنس‌گرایی را زنا می‌دانند و مجازات همجنس گرایان مرد را اعدام می‌دانند. برای مثال، ابو داود بیان می‌کند، النویری (۱۲۷۲–۱۳۳۲ میلادی) در گزارش‌های نیحیه‌اش گفته که «محمد از آنچه که بیش از همه برای جامعه خود می‌ترسید، اعمال قوم لوط بود.».
همه مکتب‌های اصلی اسلامی همجنس‌گرایی را رد می‌کنند. اسلام تمایلات همجنس گرایان را یک وسوسه غیرطبیعی می‌داند. و روابط جنسی به عنوان تخطی از نقش و هدف طبیعی فعالیت جنسی تلقی می‌شود. بر سر این که بر اساس دستورهای قرآنی و نبوی فوق چه مجازاتی اجرا شود، اختلاف نظر وجود دارد. شناخته شده بود که خلفای اولیه هر دو شریک مرد را به روشهای مختلف اعدام می‌کردند. برخی دیگر از فقها بر این باورند که مجازاتی برای این عمل وجود ندارد و بنابراین غیراخلاقی بودن آن مانع از مجازات زمینی است. برخی از فقها آنقدر از همجنس‌گرایی آزرده خاطر می‌شوند که صرف بحث پیرامون آن موجب تکفیر و تحقیر می‌شود.
گفتمان همجنس‌گرایی در اسلام عمدتاً به فعالیت‌های بین مردان مربوط می‌شود. با این حال، چند حدیث وجود دارد که به رفتار همجنس‌گرایی در زنان اشاره می‌کند. اگرچه مجازات همجنس‌گرایی به ندرت در تاریخ‌ها ذکر شده‌است، اما طبری نمونه‌ای از اعدام تصادفی یک جفت کنیز لزبین را در حرمسرای هادی، در مجموعه‌ای از حکایات بسیار انتقادی مربوط به اعمال آن خلیفه به عنوان حاکم، ثبت می‌کند. برخی از فقها آمیزش جنسی را فقط برای فردی که دارای آلت‌پرستی است ممکن می‌دانستند. از این رو تعریف آن‌ها آن تعاریفی از آمیزش جنسی است که بر ورود به اندازه کمی از تاج سرنره به سوراخ شریک زندگی متکی است. از آنجایی که زنان تاج سرنره ندارند و نمی‌توانند با یکدیگر همبستر شوند، به این تعبیر، از لحاظ جسمی قادر به ارتکاب زنا نیستند.

### تراجنسیتی
مُخَنَّث‌ها (مُخَنَّثون، «زنانه»، «مردانی که شبیه زنان هستند»، مفرد مخنثّات) مردانی بودند که به گونه‌ای عمل می‌کردند که زنانه تفسیر می‌شد. با گذشت زمان، مخنث‌ها مجبور شدند اخته شوند. در احادیث و علمای اسلام از «مخنثون» یاد شده‌است. در لغت به شخصی گفته می‌شود که در نرمی و لطافت و گفتار و ظاهر و حرکات و غیره مانند زن رفتار می‌کند. مخنث یا مرد زنانه، مردی است که خود را مرد ارائه می‌کند، که ممکن است بر خلاف خُنْثَی (بین جنس) باشد. به‌طور کلی در اسلام انجام عمل تغییر جنسیت برای شخص ممنوع است. با این حال، برخی از گروه‌ها (مانند شیعه‌های اثنی عشری تحت فتواهای روح‌الله خمینی و همان‌طور که سید علی خامنه‌ای و همچنین سایر علمای مختلف اهل سنت تأیید کردند) آن را جایز می‌دانند و به عنوان زیرمجموعه‌ای برای پذیرش شخصی به عنوان جنسیت خود، آن را لازم می‌دانند.

### اخته کردن
بر اساس روایات مسلمانان، پیامبر اسلام، اخته را نهی کرده‌است. محمد به پیروانی که برای دوری از وسوسه زنا اجازه اخته کردن خود را می‌خواست، گفت: «کسی که خود یا دیگری را اخته می‌کند متعلق به پیروان من نیست، زیرا اخته در اسلام فقط در روزه است.»